# Göteborgs KK Najaden
Göteborgs Kappsimningsklubb Najaden (GKKN) bildades 1971 via ett namnbyte med Göteborgs KK (GKK) och Simklubben Najaden (SK Najaden)  det nya föreningsnamnet blev Göteborgs Kappsimningsklubb Najaden (GKKN). Den 3 juni 1991 skedde ytterligare ett namnbyte från GKKN till Föreningen Göteborg Sim, detta i samband med att Askim Frölunda Simklubb (ASK) gick in i den "nya" föreningen.
Föreningens ursprungsnamn var Masthuggets Sim och Idrottssällskap (MSIS) men 1944 skedde namnbytet då en del av föreningen ville bli mer seriösa tävlingssimmare. I samband med namnbytet startade kvarvarande MSIS medlemmar en ny förening, Simklubben Öge. 1971 gick Göteborgs KK ihop via ett namnbyte med Simklubben Najaden, det nya föreningsnamnet blev Göteborgs Kappsimningsklubb Najaden (GKKN). Den 3 juni 1991 skedde ytterligare ett namnbyte från GKKN till Föreningen Göteborg Sim, detta i samband med att Askim Frölunda Simklubb (ASK) gick in i den "nya" föreningen.

## Historia
abcd

## Verksamhet
Föreningens verksamhet bestod av tävlingssimning, simhopp, konstsim och vattenpolo. Tävlingar och träningar skedde mestadels i följande anläggningar:
- Valhallabadet (ersatte Hagabadet samt Lisebergsbadet) - Inomhus: Byggd 1956, bassäng 33x16 m, djup 2,1 - 4,8 m, hydraulisk höj och sänkbar brygga vid 25 m, hopptorn 5, 7,5 och 10 m, sviktar 1 och 3 m. - Åskådarplatser: 1235 sittplatser och 420 ståplatser. - 1959 tillkom det romerska badet. - 1967 tillkom utomhus bassängen á 50x16 m. - 1986 byggdes utomhusbassängen om till en inomhusbassäng á 50x25 m (10 banor) samt en fast vägg upprestes i 33 m bassängen vid 25 m (8 banor).
- Lundbybadet - Inomhus: Byggd 1973, bassäng 25 x 12,5 m (6 banor) och Utomhus: Byggd 1973, bassäng 50 x 16,67 m (8 banor).

## Framgångsrika medlemmar

### OS Deltagare
- Agneta Henrikson[2] - Simhopp - 1972 (6a 3m svikt), 1976 (12a 3m svikt)
- Eva Andersson[3] - Simning - 1972 (6a 4x100m Frisim, Försök 100m Frisim)
- Irwi Johansson[4] - Simning - 1972 (6a 4x100m Frisim)
- Susanne Wetteskog[5] (barnbarn till Arvid Wallman[6]) - Simhopp - 1976 (20e 3m svikt, 23e 10m höga), 1980 (11a 3m svikt, 11a 10m höga)
- Glen Christiansen[7] - Simning - 1980 (11a 200m Bröstsim)
- Gunnar Johansson[8] - Vattenpolo - 1980 (11a)
- Sören Carlsson[9] - Vattenpolo - 1980 (11a)
- Ann Linder[10] - Simning - 1984 (9a 800m Frisim, 11a 400m Frisim, 12a 200m Frisim)